# Ричмондський палац
Ри́чмондський пала́ц (англ. Richmond Palace) — палац у західному передмісті Лондона — Ричмонді, улюблена літня резиденція королів Англії XIV-XVII століть, нині зруйнована.

## З історії палацу
До середини XV століття Ричмонд називався Шин (англ. Sheen) і був звичайним містечком. Наприкінці XIII століття, за часів Едварда I, Шин став надбанням корони: король перевіз сюди весь двір і збудував палац. В 1383 році Річард II зробив Шин своєю головною резиденцією — відтоді палац став улюбленим літнім прихистком королів.
Наприкінці XV століття палац згорів дотла, але Генріх VII знов відбудував його (роботи почалися в 1499 році). За його ж часів містечко почали називати Ричмондом.
У Ричмондському замку помер Генріх VII (†21 квітня 1509), його дружина Єлизавета Йоркська (†11 лютого 1503) та королева Єлизавета I (†24 березня 1603).
В 1648 році, за наказом парламенту, палац продали на злам і зруйнували: на середину XVIII століття від нього залишалися лише два незначні фрагменти — будиночок сторожа і гардеробне приміщення.
Нині передмістя Ричмонд — улюблене місце заміських прогулянок лондонців. Тут знаходиться колегія методистів, обсерваторія, театр, церква і великий королівський парк на 912 гектарів. З пагорбів Ричмонда видно весь Лондон: Віндзорський замок, стадіон регбі в Твікенгемі, Темзу.